# Runaway Mine Train
Runaway Mine Train in Six Flags Over Texas (Arlington, Texas, USA) ist eine Minen-Stahlachterbahn vom Modell Mine Train des Herstellers Arrow Dynamics, die im August 1966 unter dem Namen Run-A-Way Mine Train eröffnet wurde. Ab 1996 fuhr sie unter dem Namen Mine Train, bis sie später in ihren heutigen Namen umbenannt wurde.
Sie ist die erste Minenachterbahn ihrer Art und außerdem sowohl eine der ersten Achterbahnen des Herstellers, als auch die erste Minenachterbahn des Herstellers. Zusätzlich ist sie die erste Achterbahn, die von Ron Toomer konstruiert wurde.
Die 757 m lange Strecke erreicht eine Höhe von 11 m und verfügt über drei Kettenlifthills und zwei Tunnel.

## Züge
Runaway Mine Train besitzt drei Züge mit jeweils fünf Wagen. In jedem Wagen können sechs Personen (drei Reihen à zwei Personen) Platz nehmen.